# Odboč vlevo
Odboč vlevo je epizoda ze scifi seriálu Pán času. Režíroval ji Graeme Harper a scenáristou je Russell T Davies.

## Děj
Doktor a Donna Nobleová si zaletí na výlet na orientální planetu. Donna zabloudí ke věštkyni, která jí prý vyvěští budoucnost. Začne se jí ptát na minulost a Donna za zády uslyší nějaké zvuky. Vše začne na křižovatce kde se Donna hádá s její matkou jestli má odbočit vlevo nebo vpravo. Matka ji přesvědčí, ať odbočí vpravo. Tím se změní úplně její život. Přijde na firemní vánoční večírek a najednou do města přiletí červený pavouk se hvězdicovitou pavučinou. Začne ničit město, a Donna se dostane na místo, kde umírá nějaký Doktor, ale ona neví ,že je to Pán času. Potká se tam s ženou, která nechce vyslovit svoje jméno. Jde domů a zase potká tu ženu. Přijde domů a vidí jak se její matka s dědečkem koukají na televizi, jakou pohromu způsobil ten pavouk. V tombole pak vyhraje víkendový zájezd na venkov Londýna. Když se ráno všichni tři probudí, ucítí otřesy, vyjdou ven a vidí, že Londýn vybouchl. Všichni tři dostanou náhradní domov v Leedsu. Autobus je tam sveze a ubytují se v domě s dalšími dvěma rodinami. V celém městě začnou vojáci střílet do výfuků od aut, protože z aut uniká nebezpečný toxin a nijak jinak to nejde zastavit. Pak znovu potká tu ženu a ta jí řekne, že do tří týdnů její dědeček prodá svůj dalekohled a že pak má za ní přijít. Opravdu dědeček prodal dalekohled a Donna přišla za ženou. Žena ji odvezla na neznámé místo, a ukázali ji co má na zádech. Měla tam časového brouka, který se živil tím, že měnil Donně minulost a tím celý život. Vysvětlí ji také, že ona svoje jméno říci nemůže, protože by tím narušila celý tok času a že ona je její minulostí. V hale je také
Tardis a žena ji jí ukáže. Donna je z ní celá bez sebe. Pak začne experiment na experimentálním stroji času tím, že Donna bude přenesena zpátky na tu křižovatku , a že musí odbočit vlevo a ne vpravo. Donna byla přenesena a udělala co měla. Pak se probudila zpátky u věštkyně a ve dveřích stál Doktor. Vše bylo v normálu.